# Sainte-Agnès-en-Agone (titre cardinalice)
Sainte-Agnès-en-Agone est un titre cardinalice institué par le pape Léon X le 6 juillet 1517 après le consistoire du 1er juillet 1517 au cours duquel il augmenta notablement le nombre des cardinaux. C'est alors un titre donné à un cardinal-prêtre associé à la paroisse de Sainte-Agnès en Agone. Le titre est supprimé le 5 octobre 1654 par le pape Innocent XI qui le remplace par le titre de Sainte-Agnès-hors-les-Murs.
Le 21 février 1998, Jean-Paul II rétablit ce titre en tant que diaconie.

## Titulaires
- Andrea Della Valle (1517-1525)
- Vacant (1525-1533)
- Claude de Longwy de Givry (1533-1561)
- Pier Francesco Ferrero (1561-1566)
- Vacant (1566-1570)
- Carlo Grassi (1570-1571)
- Vacant (1571-1587)
- Antonio Maria Galli (ou Gallo) (1587-1600)
- Vacant (1600-1605)
- Jacques Davy du Perron (1605-1618)
- Andrea Baroni Peretti Montalto (1621)
- Ottavio Ridolfi (ou Rodolfi) (1622-1623)
- Vacant (1623-1628)
- Girolamo Colonna (cardinal-diacre) (1628-1639)
- Girolamo Verospi (1642-1652)
- Baccio Aldobrandini (1652-1654)

Titre supprimé de 1654 à 1998.
- Lorenzo Antonetti (1998-2013)
- Gerhard Ludwig Müller (2014-2024) ; titre pro hac vice (depuis 2024)

## Sources
- (it) Cet article est partiellement ou en totalité issu de l’article de Wikipédia en italien intitulé « Sant'Agnese in Agone (titolo cardinalizio) » (voir la liste des auteurs).